# بنجامين كايزر
بنجامين كايزر (بالفرنسية: Benjamin Kayser) هو لاعب اتحاد الرغبي فرنسي، ولد في 26 يوليو 1984 في باريس في فرنسا.

## وصلات خارجية
- بنجامين كايزر على موقع دوري الرغبي الممتاز (الإنجليزية)
- بنجامين كايزر عل موقع إسبنسكروم (الإنجليزية)
- بنجامين كايزر على موقع ItsRugby.co.uk (الإنجليزية)